# Guerásim Pilesh
Guerásim Pilesh (cirílico chuvasio y ruso: Герасим Дмитриевич Пилеш, nacido Jarlámpiev, Харлампьев; Man Toktash, 2 de febrero de 1913- Cheboksary, 14 de noviembre de 2003) era un escritor chuvasio
.